# Droga do głębi duszy studenckiej
Droga do głębi duszy studenckiej (czes. Cesta do hlubin študákovy duše) – czeski czarno-biały film komediowy w reżyserii Martina Friča, zrealizowany w 1939 w Protektoracie Czech i Moraw.

## Opis fabuły
Niektórzy nie mają czasu albo ochoty na naukę, na przykład Vojtěch Kulík – świetny piłkarz, który kiepsko się uczy, albo Jan Vaněk, który jest na najlepszej drodze do zmarnowania swojego wielkiego talentu. Ale i nauczyciele też mają swoje problemy, jak cierpiący na nieśmiałość profesor Matulka. Na szczęście nauczyciele i uczniowie mogą sobie nawzajem pomóc.

## Obsada
- Ladislav Pešek jako Vojtěch Kulík
- Rudolf Hrušínský jako Jan Vaněk
- Jana Ebertová jako Zdenka Chalupová
- František Filipovský jako Mazánek
- Jaroslav Průcha jako prof. Rabiška
- František Vnouček jako prof. Voříšek
- Jindřich Plachta jako prof. Matulka
- Jaroslav Marvan jako prof. Vobořil
- Miloš Nedbal jako prof. Šeda
- Ferenc Futurista jako woźny Petule
- Gustav Hilmar jako Vaněk, ojciec Jana
- Ella Nollová jako matka Kulíka
- Josef Kemr jako uczeń
- Zvonimir Rogoz jako pan Pošusta